# Per Nilsson (rektor)
Per Olof Rune Nilsson, född 30 juni 1958 i Trollhättans församling, Älvsborgs län, är en svensk pedagog och akademisk ledare.
Per Nilsson är uppvuxen i Trollhättan. Han är utbildad idrottslärare och fil.dr. i pedagogik. Han har arbetat som idrottslärare, handläggare på Centrum för idrottsforskning, professor och prefekt på Lärarhögskolan i Stockholm och rektor på Gymnastik- och idrottshögskolan.
Per Nilsson var generaldirektör för den statliga myndigheten Ungdomsstyrelsen mellan 1 augusti 2004 och 31 juli 2013. Sedan 1 augusti 2013 var han rektor för Ersta Sköndal Bräcke högskola. Numera är han åter rektor för Gymnastik- och idrottshögskolan. 
Per Nilsson har även varit ordförande för regeringsinitiativet Kommittén för främjande av ökad fysisk aktivitet. Syftet var att öka svenskars fysiska aktivitet och minska stillasittandet.